# 15. østlige længdekreds
Den 15. østlige længdekreds (eller 15 grader østlig længde) er en længdekreds, der ligger 15 grader øst for nulmeridianen. Den løber gennem Ishavet, Atlanterhavet, Europa, Afrika, det Sydlige Ishav og Antarktis.
Denne meridian gennemskærer Bornholm øst for Gudhjem. Ved Slusegården i nærheden af landsbyen Pedersker krydser meridianen den 55. nordlige breddekreds. Lov om Tidens Bestemmelse fastsætter dansk normaltid til at være middelsoltiden for denne meridian.
Den 15. østlige længdekreds udgør halvdelen af en storcirkel, hvor den 165. vestlige længdekreds er den anden halvdel.

## Galleri
- Det geografiske knudepunkt ved Slusegården på Bornholm, hvor stenen i jorden markerer hvor 15 grader øst krydser 55 grader nord.
- Længdekredsen markeret i Stargard Szczeciński i Polen
- Monument for længdekredsen i Görlitz i det østlige Tyskland
- Længdekredsen markeret i fortovet i Jindřichův Hradec i Tjekkiet
- Længdekredsen markeret i Naturpark Blockheide-Gmünd i Østrig
- Markering af skæringen mellem 48. nordlige breddekreds og 15. østlige længdekreds i Gresten-Land i Niederösterreich

## Reference
1. ↑  "Lov om Tidens Bestemmelse". Arkiveret fra originalen 12. november 2012. Hentet 20. marts 2015.